# Euproctis argentimarginata
Euproctis argentimarginata är en fjärilsart som beskrevs av Alfred Ernest Wileman och South 1921. Euproctis argentimarginata ingår i släktet Euproctis och familjen tofsspinnare. Inga underarter finns listade i Catalogue of Life.